# Procureur général du Texas
Le procureur général du Texas (en anglais : Texas Attorney General) est le procureur général de l'État américain du Texas. Le titulaire actuel, le républicain Ken Paxton, occupe le poste depuis le 5 janvier 2015. Le département a des bureaux au William P. Clements State Office Building au centre-ville d'Austin , la capitale de l'État.

## Histoire

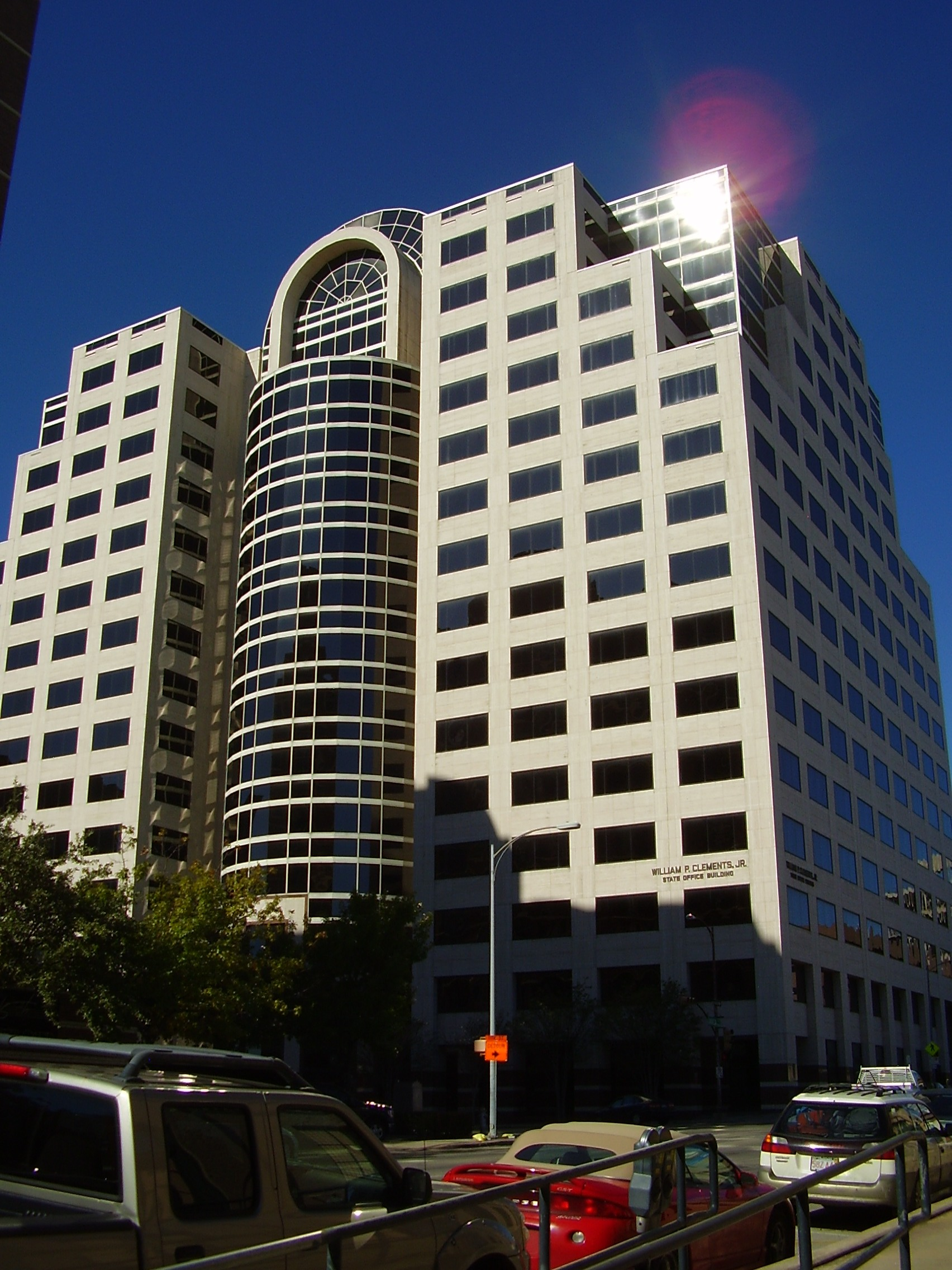
Le bâtiment administratif d'État William P. Clements abrite les bureaux du procureur général.

Le bureau du procureur général est créé pour la première fois par ordonnance exécutive du gouvernement de la république du Texas en 1836. Les procureurs généraux de la république du Texas et les quatre premiers procureurs généraux sous la constitution de l'État de 1845 sont nommés par le gouverneur. Le bureau est rendu électif en 1850 par un amendement constitutionnel.
Le procureur général est élu pour un mandat de quatre ans. En 2013, le procureur général Greg Abbott annonce qu'il ne chercherait pas à être réélu et qu'il se présenterait au poste de gouverneur. En novembre 2014, il est élu gouverneur du Texas. Pour sa succession, Ken Paxton bat Dan Branch, élu à la Chambre des représentants du Texas de 2003 à 2015, lors de la primaire républicaine par une marge de 26 %. Il est facilement élu lors des élections de novembre en tant que 50e procureur général du Texas, (il y a un différend historique pour savoir s'il est le 50e ou le 51e procureur général). Paxton prête serment le 5 janvier 2015 dans la salle du Sénat du capitole du Texas. Le gouverneur Rick Perry, le lieutenant-gouverneur David Dewhurst, le sénateur des États-Unis Ted Cruz et le lieutenant-gouverneur-élu Dan Patrick (en) participent à la cérémonie d'assermentation.

## Devoirs et responsabilités
Le procureur général est chargé par la constitution de l'État de représenter l'État dans les litiges civils et d'approuver les émissions d'obligations publiques. Il y a près de 2 000 références au Bureau du procureur général dans les lois de l'État.
Le bureau du procureur général sert de conseiller juridique à tous les conseils et agences du gouvernement de l'État, il émet des avis juridiques à la demande du gouverneur, des chefs d'agences d'État et d'autres fonctionnaires et commissions, et il défend contre les contestations des lois de l'État et les poursuites contre les agences et les employés de l'État. Ces fonctions comprennent la représentation du directeur du ministère de la justice pénale du Texas dans les appels de condamnations pénales devant les tribunaux fédéraux.
La Constitution du Texas ne donne au procureur général aucun pouvoir général d'application de la loi; Elle limite plutôt le pouvoir du procureur général dans les affaires criminelles à celui dicté par le statut. La législature du Texas n'a pas donné au procureur général de larges pouvoirs d'application de la loi, mais autorise le procureur général à agir dans les affaires pénales «à la demande» des procureurs.
Le Bureau du procureur général, division de l'application de la loi emploie un personnel d'officiers de la paix du Texas assermentés (police d'État) qui enquêtent sur la corruption publique, les crimes violents, la traite d'êtres humains, le blanchiment d'argent, la fraude dans la fourniture d'aide médicale, la fraude hypothécaire, les violations électorales, la cybercriminalité, les fugitifs (appréhension), enquêtent sur d'autres catégories spéciales d'infractions et mènent des enquêtes criminelles à la demande des procureurs locaux. En outre, la division de l'application de la loi est la liaison de l'État du Texas avec l'organisation internationale de police criminelle Interpol et le département américain du Trésor, Financial Crimes Enforcement Network (FinCEN).
Le bureau est également chargé des procédures visant à obtenir une pension alimentaire pour enfants par l'intermédiaire de sa Division des pensions alimentaires pour enfants.

## Historique des procureurs généraux
| Parti       | Parti       | Procureurs généraux |
| ----------- | ----------- | ------------------- |
| Démocrate   | Démocrate   | 44                  |
| Républicain | Républicain | 4                   |
| Unioniste   | Unioniste   | 2                   |

| #  | Nom                     | Mandat      | Parti politique |
| -- | ----------------------- | ----------- | --------------- |
| 1  | Volney Howard           | 1846        | Démocrate       |
| 2  | John W. Harris          | 1846–1849   | Démocrate       |
| 3  | Henry Percy Brewster    | 1849–1850   | Démocrate       |
| 4  | Andrew Jackson Hamilton | 1850        | Démocrate       |
| 5  | Ebenezer Allen          | 1850–1852   | Démocrate       |
| 6  | Thomas J. Jennings      | 1852–1856   | Démocrate       |
| 7  | James Willie            | 1856–1858   | Démocrate       |
| 8  | Malcolm D. Graham       | 1858–1860   | Démocrate       |
| 9  | George M. Flournoy      | 1860–1862   | Démocrate       |
| 10 | Nathan G. Shelley       | 1862–1864   | Démocrate       |
| 11 | Benjamin E. Tarver      | 1864–1865   | Démocrate       |
| 12 | William Alexander       | 1865–1866   | Unioniste       |
| 13 | William M. Walton       | 1866–1867   | Démocrate       |
| 14 | Ezekiel B. Turner       | 1867–1870   | Unioniste       |
| 15 | William Alexander       | 1870–1874   | Républicain     |
| 16 | George W. Clark         | 1874–1876   | Démocrate       |
| 17 | Hannibal Boone          | 1876–1878   | Démocrate       |
| 18 | George McCormick        | 1878–1880   | Démocrate       |
| 19 | James H. McLeary        | 1880–1882   | Démocrate       |
| 20 | John D. Templeton       | 1882–1886   | Démocrate       |
| 21 | Jim Hogg                | 1886–1890   | Démocrate       |
| 22 | Charles A. Culberson    | 1890–1894   | Démocrate       |
| 23 | Martin McNulty Crane    | 1894–1898   | Démocrate       |
| 24 | Thomas Slater Smith     | 1898-1901   | Démocrate       |
| 25 | Charles K. Bell         | 1901-1904   | Démocrate       |
| 26 | Robert V. Davidson      | 1904–1910   | Démocrate       |
| 27 | Jewel P. Lightfoot      | 1910–1912   | Démocrate       |
| 28 | James D. Walthall       | 1912–1913   | Démocrate       |
| 29 | B. F. Looney            | 1913–1919   | Démocrate       |
| 30 | Calvin Maples Cureton   | 1919–1921   | Démocrate       |
| 31 | Walter Angus Keeling    | 1921–1925   | Démocrate       |
| 32 | Dan Moody               | 1925–1927   | Démocrate       |
| 33 | Claude Pollard          | 1927–1929   | Démocrate       |
| 34 | Robert L. Bobbitt       | 1929–1931   | Démocrate       |
| 35 | James Allred            | 1931–1935   | Démocrate       |
| 36 | William McCraw          | 1935–1939   | Démocrate       |
| 37 | Gerald Mann             | 1939-1944   | Démocrate       |
| 38 | Grover Sellers          | 1944-1947   | Démocrate       |
| 39 | Price Daniel            | 1947–1953   | Démocrate       |
| 40 | John Ben Shepperd       | 1953–1957   | Démocrate       |
| 41 | Will Wilson             | 1957-1963   | Démocrate       |
| 42 | Waggoner Carr           | 1963–1967   | Démocrate       |
| 43 | Crawford Martin         | 1967–1972   | Démocrate       |
| 44 | John Hill               | 1973-1979   | Démocrate       |
| 45 | Mark White              | 1979-1983   | Démocrate       |
| 46 | Jim Mattox              | 1983–1991   | Démocrate       |
| 47 | Dan Morales             | 1991–1999   | Démocrate       |
| 48 | John Cornyn             | 1999–2002   | Républicain     |
| 49 | Greg Abbott             | 2002–2015   | Républicain     |
| 50 | Ken Paxton              | Depuis 2015 | Républicain     |

## Importance politique
De nombreuses personnalités politiques de premier plan dans l'histoire du Texas occupent le poste de procureur général, plusieurs d'entre elles utilisant le bureau comme un tremplin vers d'autres fonctions de l'État et du gouvernement national. Les procureurs généraux James S. Hogg, Charles A. Culberson, Dan Moody, James Allred, Price Daniel, Mark White et Greg Abbott sont élus gouverneurs. Culberson, Daniel et John Cornyn sont ensuite élus au Sénat des États-Unis.